# Општина Ширињаса (Валча)
Ширињаса (рум. Şirineasa) општина је у Румунији у округу Валча.
Oпштина се налази на надморској висини од 220 m.